# Слэйви (язык)
Слэйви — группа атабаскских языков (возможно, диалектный континуум), распространённых среди народов дене в Северо-Западных территориях Канады, где за ними закреплён официальный статус.
Для записи языка используется либо канадское аборигенное письмо, либо латинский алфавит.

## Генеалогическая и ареальная информация
Атабаскские языки распространены в трёх регионах Северной Америки: на побережье Тихого океана, на Юго-Западе США и на севере США и в Канаде (включая Аляску, Северо-Западные территории, Юкон, Британскую Колумбию, север Альберты, север Саскачевана и север Манитобы). Языки группы слэйви распространены в Северо-Западных территориях, Альберте и Британской Колумбии.
В 1805 году Николай Резанов обнаружил, что эякский язык близок атабаскским, в результате чего атабаскские языки стали классифицироваться как ветвь эяк-атабаскской группы. Эдуард Сепир в 1915 году выдвинул гипотезу о семье на-дене, предположив родство атабаскских языков с тлингитским и языком хайда. Керен Райс в своём труде "A Grammar of Slave" отмечает, что "...тлингитский похож на эяк-атабаскские, с точки зрения фонологии и грамматической структуры, но не показывает большое количество регулярных соответствий в лексике. Хайда, по-видимому, не является частью семьи на-дене. Природа отношений между эяк-атабаскскими и тлингитским всё ещё является открытым вопросом...". В 2008 году была предложена и принята многими лингвистами гипотеза о родстве языков семьи на-дене и енисейских языков.

## Социолингвистическая информация
Согласно сайту Статистической службы Канады, на 2025 год 2325 человек говорят на языках слэйви, из них для 1850 они являются родными. Северный и южный слэйви имеют статусы официальных языков в Северо-западных территориях Канады.
Вопрос о том, сколько языков обозначаются термином "Slave", является открытым. Например, Роберт Хаурэн в работе "Some Isoglosses in Mackenzie-Drainage Athapaskan" выделяет 4 языка: слэйви, бэрлейк ("Bearlake"), хейр ("Hare") и маунтин ("Mountain"). Филипп Говард в работе "Ά Preliminary Presentation of Slave Phonemes" рассматривает их как диалекты языка слэйви. Керен Райс отмечает, что разумно рассматривать их как совокупность диалектов, среди которых бэрлейк, хейр и маунтин иногда объединяются в северный слэйви. Марианна Митун в книге "The Languages of Native North America" тоже рассматривает их как группу диалектов, однако объединяет южный слэйви с маунтином, а бэрлейк и хейр — в северный слэйви. Сайт "Glottolog" выделяет как языки северный и южный слэйви, а хейр, бэрлейк и маунтин относит к диалектам северного.
Большинство носителей слэйви билингвы, говорящие как на английском, так и на слэйви. В большинстве поселений преобладает английский (в школах и как родной язык), однако есть поселения (Колвилл-лейк и Делине), где преобладает язык слэйви.

## Северный слэйви и южный слэйви
Северный слэйви (хейр, берлейк, маунтин) распространён в племени сахту, проживающего в округе Маккензи вдоль реки Маккензи на Северо-Западных территориях Канады — от Тули, вдоль Большого Медвежьего Озера и в горах Маккензи.
Другие наименования: Slavi, Dené, Mackenzian, Slave.
Южный слэйви или Dene-thah распространён в регионе Большого Невольничьего озера, в верховьях реки Маккензи и в её высохшем русле в округе Маккензи на северо-востоке Альберты и северо-западе Британской Колумбии.
Алфавит слэйви основан на латинской графике: A a, B b, C c, Ch' ch', D d, ddh, Dh dh, Dl dl, Dz dz, E e, G g, gh, H h, I i, J j, K k, K' k', L l, Ł ł, M m, Mb mb, N n, Nd nd, O o, R r, S s, Sh sh, T t, Th th, Tł tł, Tł' tł', Ts ts, Ts' ts', Tth tth, Tth' tth', T' t', U u, W w, Y y, Z z, Zh zh, ʔ. Назализация гласных обозначается седилем под буквой, а тон — акутом над ней.

## Типологическая характеристика

### Тип выражения грамматических значений
Слэйви — синтетический язык, показатели рода, лица и числа субъекта (а также прямого дополнения), времени, вида выражаются с помощью префиксов глагола:
| k'eehdzoh                    | k'ehdzoh                     | k'eįdzoh                     | k'enedzoh                    |
| k'e-e-h-d-zoh                | k'e-∅-h-d-zoh                | k'e-į-d-zoh                  | k'e-∅-ne-d-zoh               |
| REP-CMPL-1SG.S-CLF-скользить | REP-IPFV-1SG.S-CLF-скользить | REP-CMPL.2SG.S-CLF-скользить | REP-IPFV-2SG.S-CLF-скользить |
| Я покатался на коньках       | Я катаюсь на коньках         | Ты покатался на коньках      | Ты катаешься на коньках      |

В данных примерах в префиксах глагола отражены видо-временная характеристика и лицо и число субъекта.

#### Черты полисинтетизма
Однако слэйви обладает чертами полисинтетизма, так, например, глагол может инкорпорировать субъект:
| tárahxeníheʔo                |
| tá-rah-xeníh-e-ʔo            |
| к.берегу-назад-плот-EP-плыть |
| плот пристаёт к берегу       |

В данном примере присутствует инкорпорированный субъект. Согласно исследованию Керен Райс "Intransitives in Slave", нетранзитивные глаголы могут инкорпорировать только пациенсы. Помимо этого, транзитивный глагол также может инкорпорировать субъект, если он является неодушевлённым и неволевым участником ситуации, как в примере ниже:
| besewehxee                              |
| be-se-we-Ø-h-xee                        |
| сон-1SG.O-THEM.разрушать-3SG.S-CLF-бить |
| Я сонный (буквально: сон убивает меня)  |

Также глагол может инкорпорировать непрямые дополнения. Например, в примере ниже глагол инкорпорирует непрямое дополнение 'da' ('рот'):
| nádagodeyee                                       |
| ná-da-go-de-Ø-Ø-yee                               |
| CONT-рот-AR-INCEP-IPFV-3SG-CLF.играть             |
| он рассказывает шутку (буквально: он играет ртом) |

### Характер границы между морфемами
Керен Райс восстанавливает исторически агглютинативный характер границы между морфемами, однако из-за множества морфонологических процессов в слэйви характерна формальная фузия: например, часто 'n' на границе морфемы пропадает, назализируя соседний гласный. Также характерным примером фузии в языке слэйви является l-классификатор, который выражен нулём, однако озвончает начальный гласный основы:
| náhzéh                   |
| ná-h-zéh                 |
| CONT-1SG.S-CLF.охотиться |
| я охочусь                |

Для примера выше Керен Райс восстанавливает l-классификатор и корень 'séh'.
Также лицо и число обозначаются в слэйви одной морфемой, объединяющей эти два признака.

### Локус маркирования

#### Посессивная именная группа
В языке слэйви вершинное маркирование. Маркирование выражается префиксом, выражающим лицо и число обладателя и двумя суффиксами: é для обозначения отчуждаемой принадлежности и повышение тона на последнем слоге (например, с u на ú) для обозначения неотчуждаемой принадлежности. Все аффиксы присоединяются к вершине:
| ʔehkee       | beghú             |
| ʔehkee       | be-ghú            |
| мальчик      | 3SG.POSS-зуб\INAL |
| зуб мальчика |                   |

Неотчуждаемая принадлежность характерна для частей тела, некоторой собственности, терминов родства.
| ʔamá               | hé | ʔabá | hé | golįé              |
| ʔamá               | hé | ʔabá | hé | go-lį-é            |
| мама               | и  | папа | и  | 3PL.POSS-собака-AL |
| собака мамы и папы |    |      |    |                    |

Посессивные префиксы могут выражать лицо и число обладателя, а также ситуации возвратности и реципрока.

#### В предикации
В предикации в языке слэйви вершинное маркирование:
| Mary                                             | hé | xawéhk'ewe | ts'ę́ | ráwít'a                    |
| Mary                                             | hé | xawéhk'ewe | ts'ę́ | rá-w-í-t'a                 |
| Мэри                                             | и  | Олд Болди  | к    | через-CMPL-1PL.CLF-идти.DU |
| Мэри и я пришли к Олд Болди (гора на севере США) |    |            |      |                            |

Показатель лица и числа субъекта выражается глагольным префиксом.

### Ролевая кодировка
Слэйви — язык с номинативной кодировкой:
| k'ínaʔejihehda               |
| k'ína-ʔejih-e-h-Ø-da         |
| REP-бежать-EP-1SG.S-CLF-идти |
| я бегаю по кругу             |

В примере выше актант в непереходном глаголе выражен морфемой 'h'.
| O             | dayedéhshu                               |
| O             | da-ye-dé-h-shu                           |
| О             | вверх-THEM-INCEP.TR-1SG.S-CLF.справиться |
| я поднимаю О. |                                          |

A-участник в переходном глаголе выражен той же морфемой.
| káseyįk'a                               |
| ká-se-yį-Ø-Ø-k'a                        |
| прокалывать-1SG.O-CMPL-3SG.S-CLF-жевать |
| он меня укусил                          |

P-участник выражается другой морфемой (в данном примере 'se').

### Порядок слов
Базовый порядок слов в языке слэйви — Subject-Object-Verb. При этом непрямое дополнение предшествует прямому:
| sah                                                        | thaa    | t'ǫh́    | góhdli               | yíe | ʔajá       |
| sah                                                        | thaa    | t'ǫh́    | góh-dli              | yíe | ʔajá       |
| медведь                                                    | длинный | прошлое | AR-CLF.быть.холодным | в   | прийти.PRF |
| давным-давно в зиму (холодное пространство) пришёл медведь |         |         |                      |     |            |

Также Райс отмечает, что наречие обычно следует сразу после субъекта:
| ts'u                        | łáhk'ah  | ʔajá      |
| ts'u                        | łáhk'ah  | ʔajá      |
| дерево                      | на.части | стало.PRF |
| дерево раскололось на части |          |           |

## Особенности языка

### Особенности фонетики
В языке слэйви взрывные согласные делятся на 3 категории: непридыхательные, придыхательные и абруптивные. Такая система типична для атабаскских языков, три серии смычных реконструируют и для праатабаскского языка. При этом Райс отмечает, что и придыхание, и "глоттализация" ярко выражены. Гласные выделяются краткие, носовые и долгие (кроме диалекта хейр, где все гласные краткие). Также в языке присутствует два тона: высокий и низкий — которые являются смыслоразличительными:
| jih      | jíh    |
| рукавицы | крючок |

Система тонов также характерна для атабаскских языков, связана с глоттализацией слога в праатабаскском. В некоторых языках такие слоги приобрели высокий тон (как в слэйви), а в некоторых — низкий.

### Система префиксов глагола
Слэйви имеет очень сложную глагольную морфологию. Существует 16 видов префиксов, которые должны присоединяться к глагольной основе в строгом порядке:
| Позиция     | Описание                                |
| ----------- | --------------------------------------- |
| Позиция 000 | Наречие                                 |
| Позиция 00  | Дополнение инкорпорированного послелога |
| Позиция 0   | Инкорпорированный послелог              |
| Позиция 1   | Обстоятельственный показатель           |
| Позиция 2   | Показатель дистрибутива (yá-)           |
| Позиция 3   | Показатель обыденности (na-)            |
| Позиция 4   | Инкорпорированная основа                |
| Позиция 5   | Число                                   |
| Позиция 6   | Показатели прямого дополнения           |
| Позиция 7   | Дейксис                                 |
| Позиция 8   | Тематический префикс                    |
| Позиция 9   | Префикс аспекта                         |
| Позиция 10  | Наклонение                              |
| Позиция 11  | Модальность                             |
| Позиция 12  | Показатели субъекта                     |
| Позиция 13  | Классификатор                           |
| Позиция 14  | Глагольная основа                       |

При этом в некоторых префиксах сложно выделить грамматическое значение само по себе, нужно смотреть на их комбинации (например, тематический префикс комбинируется с глагольной основой и образует более сложное значение, а наклонение комбинируется с модальностью, образуя видо-временную характеристику глагола). Подобная система есть и в других атабаскских языках. Так, например, глаголы верхнекускоквимского языка имеют 13 позиций, которые могут быть заняты морфемами с похожими типами значений.

## Список сокращений
REP — показатель многократности действия
CMPL — показатель завершённости действия
1SG.S — показатель 1-го лица единственного числа субъекта (аналогично, 2SG.S — показатель 2-го лица единственного числа субъекта, 1SG.O — показатель 1-го лица единственного числа объекта, 3SG.POSS — показатель 3-го лица единственного числа посессора)
CLF — классификатор
IPFV — показатель имперфекта
PRF — показатель перфекта
EP — эпентеза
THEM — тематический элемент
CONT — показатель того, что действие всё ещё идёт
AR — указание на место
INCEP — показатель начала действия
TR — показатель изменения качества, статуса, локации или внешнего вида объекта
INAL — неотчуждаемая принадлежность
AL — отчуждаемая принадлежность

#### Комментарии
1. ↑  "t'a" — отдельная глагольная основа для выражения значения "идти вдвоём".
2. ↑  В языке слэйви существуют т.н. "тематические префиксы", которые в комбинации с корнем образуют более сложные значения глагола, но выделить значение отдельного префикса часто бывает трудно.
3. ↑  'ʔajá' — супплетивная форма перфекта глагола "идти".